# Produktionssicherung
Die Produktionssicherung bezeichnet im Allgemeinen in der industriellen Produktion die Bewältigung, Vermeidung und die damit umfassenden Maßnahmen von aufkommenden Störungen bzw. Abweichungen zwischen den Ist- und Sollwerten.

## Teilgebiet der Produktionskontrolle
Die Produktionssicherung kann als Teilgebiet der Produktionskontrolle bzw. Fertigungskontrolle verstanden werden.
Die Produktionskontrolle umfasst die folgenden Punkte:
- Die Termin- und Mengenkontrolle, die dafür ausgerichtet ist den vorgegebenen Produktionsauftragstermin einzuhalten und die vorgegebene Menge zu produzieren.
- Die Qualitätssicherung, welche alle Maßnahmen bereitstellt um eine kontinuierliche Produktqualität zu gewährleisten.
- Die Kostenkontrolle, welche die Kostenverursachung unter anderem in den Bereichen Personalkosten, Betriebsmittelkosten, Materialkosten überwacht.[2]
- Die Produktivitätkontrolle, welche das Verhältnis der hergestellten Produkte im Bezug zu den benötigten Mitteln und Leistungen kontrolliert.

Für die Produktionsdurchführung werden die Sollwerte benötigt, welche sich aus der Produktionsplanung ergeben. Bei einer planmäßigen Produktionsdurchführung ist das Ziel diese Sollwerte zu erreichen.
In der Realität gibt es aber immer wieder Abweichungen, denn die Informationen über den tatsächlichen Istwert entstehen erst während der Produktionsdurchführung. Beispiele für die Abweichungen zwischen dem Ist- und Sollwert wären, dass die eingeplante Menge nicht mit der tatsächlichen produzierten Menge übereinstimmt oder ein geänderter Fertigstellungstermin, der sich durch Verzögerungen innerhalb der Produktion nach hinten verschiebt.

## Mögliche Störungsfaktoren im Produktionsbetrieb
Störungen wirken sich durch verschiedene Faktoren aus, die Personal-, Dispositions- oder Materialbedingt sind.
Einige Beispiele hierzu:
- Das Personal ist nicht anwesend oder arbeitet nicht mit der zu erwartenden Leistung.
- Das zu weiterverarbeitende Material oder die Betriebsmittel (Werkzeuge, Maschinen) sind fehlerhaft und deshalb unbrauchbar.
- Die Strukturierung der Arbeitsabläufe ist nicht festgelegt und es können Planungsfehler entstehen.

## Aufgaben der Produktionssicherung
- Prozessbeschreibungen in der Qualitätssicherung beschreibt die Dokumentation der Produktionsverfahren bzw. Fertigungsverfahren und die damit enthaltende Aktualisierungen der Methoden. Z.B. führt die Anschaffung modernisierter Anlagen zu bedingt veränderten Produktionsverfahren.
- Instandhaltung beschäftigt sich mit der Wartung, Inspektion, Instandsetzung und Verbesserung, um damit eine Verzögerung im Produktionsablauf zu vermeiden.
- Das Personal muss ausreichend geschult und weitergebildet werden, um mögliche Fehler in der Planung und Durchführung der Produktion zu vermeiden.

Um die Abweichungen der Ist- und Sollwerte zu ermitteln, bedarf es an Kontrollen der einzelnen Produktionsschritte. Falls Abweichungen auftreten, werden bestimmte Maßnahmen zur Sicherung der Produktion ergriffen, die sich in eintrittsbezogene und ursachenbezogene unterteilen.

### Eintrittsbezogene Maßnahmen
Eintrittsbezogene Maßnahmen betreffen aktuelle Störungen. Diese könnten veränderte Produktionsaufträge sein, wie z. B. spezielle Kundenwünsche, kurzfristig auszuführende Aufträge oder ausfallende Betriebsmittel.
Hier wird der Istwert an den Sollwert angepasst.
Maßnahmen für kurzfristig eingegangene Produktionsaufträge:
Es wird nur eine Mindestmenge bzw. Teilmenge des Auftrages hergestellt, um an den Kunden termingerecht zu liefern. Dazu können Zusatzschichten für Mitarbeiter eingelegt und/oder Aushilfsarbeiter eingestellt werden.
Maßnahmen für ausfallende Betriebsmittel:
Es werden einsatzbereite Reparaturdienste angefordert, die die ausfallenden Betriebsmittel instand setzen. Diese sollten nach Möglichkeit schnell verfügbar sein.

### Ursachenbezogene Maßnahmen
Ursachenbezogene Maßnahmen werden in der Regel vor einer eigentlichen Störung eingesetzt, um diese zu unterbinden.
Die Instandhaltungstermine werden je nach Produktionsbetrieb strategisch angepasst. Dazu wird deren Intervall durch Wahrscheinlichkeitsrechnungen so angepasst, dass ein Ausfall der Betriebsmittel möglichst ausgeschlossen werden kann.
Besonders bei störanfälligen Produktionsverfahren, müssen mehr Kontrollen durchgeführt werden.
Wie bereits erwähnt, müssen die Mitarbeiter ausreichend geschult werden, damit eine reibungsfreie Produktion durchführbar ist. Die Art und Häufigkeit der Weiterbildungen werden hierbei von den Betrieben vorgegeben.
Damit alle Aufträge termingerecht erledigt werden können, wird eine verlängerte Vorgabezeit, inklusive Mengenreserven in einem Zwischenlager, berücksichtigt und eingeplant.
Die Vorgabezeit ist hierbei die Erfüllung eines Produktionsauftrages unter Normalleistung.